# Shushanik Kurullin
Shushanik Kurullin (armeniska: Շուշանիկ Կուրղինյան, född Popoljian), föddes 18 augusti 1876 i Alexandrapol i Kejsardömet Ryssland (nuvarande Gjumri, Armenien), död 24 november 1927 i Jerevan, Armeniska SSR, Sovjetunionen (nuvarande Armenien), var en armenisk författare och poet.
Kurullin var en förgrundsgestalt inom feministisk litteratur och arbetarlitteratur i Armenien. Hennes verk behandlade ofta teman som kvinnors rättigheter, social rättvisa och armenisk nationalism. 
Kurullin växte upp i en fattig familj i Alexandrapol (nuvarande Gjumri, Armenien), som då tillhörde Kejsardömet Ryssland. Efter grundskolan började hon vid ett ryskt gymnasium, där hennes litterära talanger uppmärksammades. År 1899 fick hon sina första dikter publicerade i tidningen Taraz och 1900 blev hennes första novell publicerad i barntidskriften Aghbiur.
År 1903 flyttade hon till Rostov-na-Donu i Ryssland där hon influerades av arbetarklassen och socialistiska strömningar under åren före den ryska revolutionen. Hennes första diktsamling Arshaluysi ghoghanjner publicerades där 1907, vilken följdes av flera. Några av hennes verk censurerades av tsarstyret. 1921, ett år efter att sovjetrepubliken Armeniska SSR bildats återvände hon till sin hemstad Gjumri. År 1926 bosatte hon sig i Jerevan, där hon ett år senare avled.
Flera av hennes verk publicerade postumt i Jerevan.